# Aleksandar Karađorđević (Serbien)

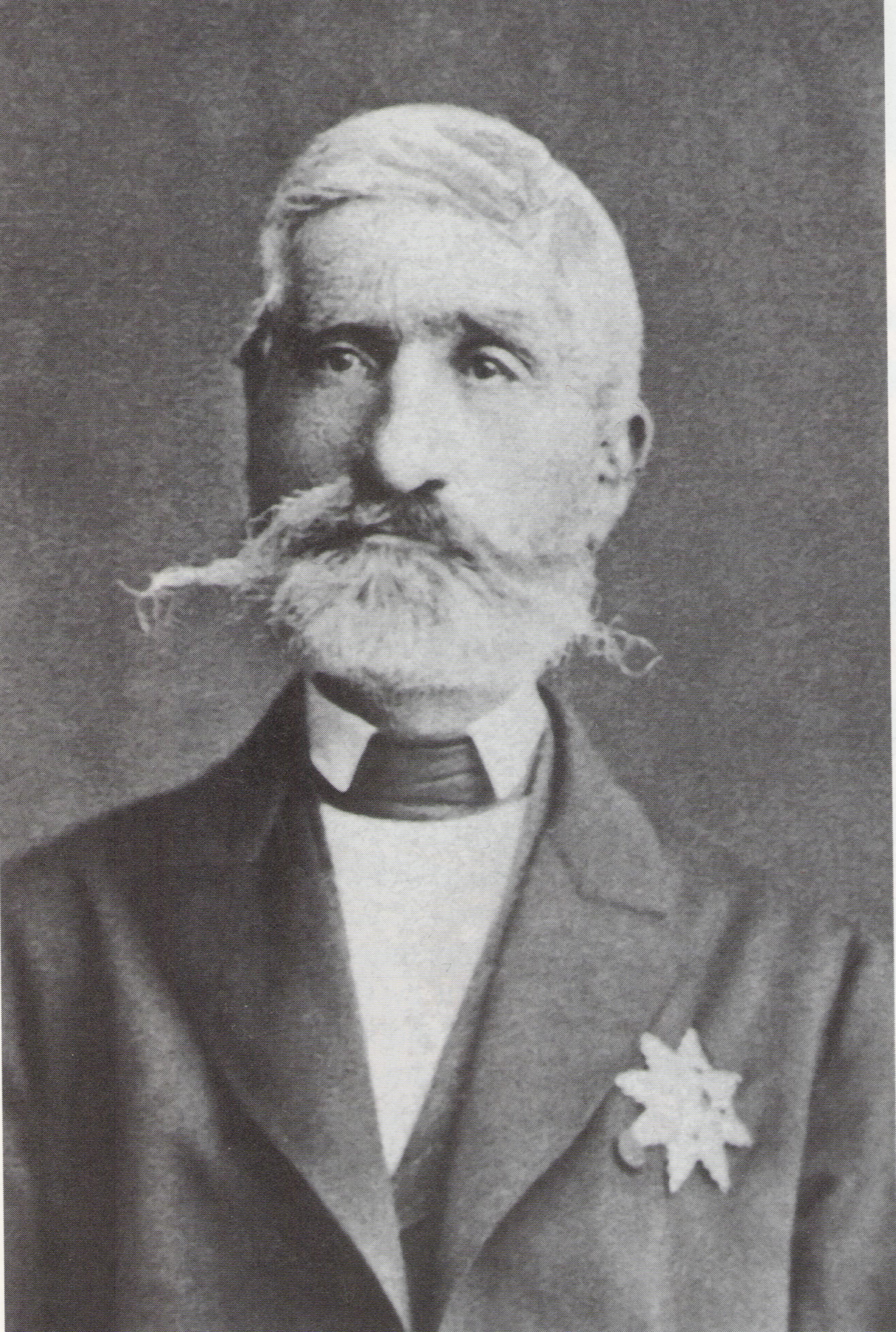
Aleksandar Karađorđević (1880)

Aleksandar Karađorđević (serbisch-kyrillisch Александар Карађорђевић, deutsch oft Alexander Karadjordjewitsch; * 11. Oktober 1806 in Topola; † 3. Mai 1885 in Temesvár) war von 1842 bis 1858 Fürst von Serbien.
Aleksandar Karađorđević (mit deutschem Schriftsatz: Karadjordjevic) wurde 1806 in Topola in Serbien geboren. Sein Vater war Đorđe Petrović, genannt Karađorđe, der Anführer des Ersten serbischen Aufstandes, seine Mutter Jelena, geborene Jovanović.
Nach der Absetzung der Fürsten Miloš und Mihailo Obrenović durch die serbische Skupština, das Parlament, wurde Aleksandar Karađorđević 1842 serbischer Fürst. Während seiner Legislatur wurde das bürgerliche Gesetzbuch Serbiens 1844 eingeführt (Zivilrechts-Kodifikation), und der Premierminister Ilija Garašanin verfasste mit der Načertanije das erste politische Programm Serbiens, das unter anderem die Befreiung der Serben von der osmanischen und österreichischen Herrschaft sowie deren Vereinigung in einem gemeinsamen Staat vorsah.
Die Regierung Aleksandars Karađorđević war im ganzen nicht erfolgreich, da die Macht im Staate die Ustavobranitelji, die so genannten Verfassungsschützer um die Minister Ilija Garašanin und Toma Vučić Perišić hatten. Als es zu einer politischen Krise im Fürstentum Serbien kam, wurde Aleksandar Karađorđević verantwortlich gemacht und musste 1858 abdanken. Statt seiner wurde der greise Miloš Obrenović als Fürst wieder eingesetzt. Aleksandar Karađorđević selbst musste Serbien verlassen. Inwieweit er mit den Attentätern auf Fürst Mihailo Obrenović 1868 in Verbindung stand, wird sich trotz aller Vermutungen nicht klären lassen. Der ehemalige Fürst verstarb 1885 im Exil in Temesvár im damaligen Ungarn und heutigen Rumänien und wurde in der St. Georgs-Kirche auf dem Oplenac in Topola bei Belgrad begraben.
1847 widmete ihm Johann Strauss die Alexander-Quadrille.
Alexanders Sohn und zeitweiliger Thronfolger Prinz Peter Karađorđević kehrte nach jahrzehntelangem Exil als Peter I. schließlich an die Macht zurück: Er wurde 1903 König von Serbien und 1918 erster König des Staates, der später Jugoslawien heißen sollte.